# I Can't Hate You Anymore
I Can't Hate You Anymore is de tweede single van het album What's Left Of Me van Nick Lachey. Het nummer werd in de VS uitgebracht in juli 2006. De clip is opgenomen op een strand in Malibu, Californië.